# Terrassa Futbol Club
Maillots
Actualités
Le Terrassa Futbol Club est un club de football catalan basé à Terrassa.

## Histoire
Le club passe 15 saisons en Segunda División (deuxième division). Il obtient son meilleur classement en D2 lors de la saison 1942-1943, où il se classe 5e du championnat.
Le club atteint les huitièmes de finale de la Copa del Rey lors de la saison 2002-2003, où il s'incline face au Real Madrid.

## Palmarès
- Coupe de Catalogne :
  - Vainqueur : 1925, 1936, 2002, 2003